# Linthouse
Linthouse ist ein District der schottischen Stadt Glasgow. Es liegt südlich des Flusses Clyde. Obwohl Linthouse direkt westlich an Govan anschließt und durch die räumliche Nähe oft mit Govan gleichgesetzt wird, ist es ein eigenes Gebiet. Gleichwohl wird es innerhalb der Stadt Glasgow zum Bereich Greater Govan gezählt.
Linthouse's wirtschaftlich bekanntestes Unternehmen war die Werft Alexander Stephen and Sons, die unter anderem eine Reihe bekannter Fahrzeuge der Royal Navy baute.
Das Kirchspiel Linthouse der Church of Scotland (Linthouse St. Kenneth) bestand bis zum November 2007 und wurde dann mit den benachbarten parishes von Govan Old und New Govan zum New Govan and Linthouse Parish zusammengeschlossen.
Es von 1881 bis 1900 bestand der Fußballverein FC Linthouse in der Scottish Football League.
Im „Tunnel Park“ Linthouse, von dem man auf den Clyde Tunnel herabblickt findet jedes Jahr ein regional bekannter Weihnachtsmarkt statt.